# Clube Desportivo Scorpions Vermelho de Santa Cruz
Le Clube Desportivo Scorpions Vermelho de Santa Cruz est un club cap-verdien de football basé à Pedra Badejo en l'est de l'île de Santiago. 

## Histoire
- 2003: Fondation du club

## Palmarès
- Championnat de L'île de Santiago (Nord) 4:
  - Vainqueur en 2006/07, 2007/08, 2009/10 et 2012/13

## Bilan saison par saison

### Competition national
|      | Groupe | Positions | Points | Journées | V | N | D | B.M. | B.P. | Diff. |
| 2007 | 1B     | 5         | 6 pts  | 5        | 2 | 0 | 3 | 5    | 5    | 0     |
| 2008 | 1B     | 5         | 2 pts  | 5        | 0 | 2 | 3 | 2    | 8    | -6    |
| 2010 | 1B     | 3         | 6 pts  | 5        | 2 | 0 | 3 | 7    | 8    | -1    |
| 2013 | 1B     | 6         | 1 pt   | 5        | 0 | 1 | 4 | 1    | 6    | -5    |

### Competition regional
|         | Groupe | Positions | Points | Journées | V | N | D | B.M. | B.P. | Diff. |
| 2006-07 | 2      | 1         | -      | -        | - | - | - | -    | -    | -     |
| 2007-08 | 2      | 1         | -      | -        | - | - | - | -    | -    | -     |
| 2009-10 | 2      | 1         | -      | -        | - | - | - | -    | -    | -     |
| 2011-12 | 2      | 1         | -      | -        | - | - | - | -    | -    | -     |
| 2014-15 | 2      | 6         | 18 pts | 12       | 5 | 3 | 4 | 13   | 9    | +4    |

## Statistiques
- Meilleur classement : 3e - étage de groupe (nationale)
- Apparitions:' 12/13 (regionale), 4 (nationale)
- Gols engrangé: 15 (nationale)
- Matchs totaux aux competition nationale: 19
- Buts marqués :15 (nationale)
- Points engrangés pour la saison : 6 (nationale), en 2007 et 2010
- Gols engrangés pour la saison, Nationale: 7, en 2010